# Archiwum Państwowe w Szczecinie

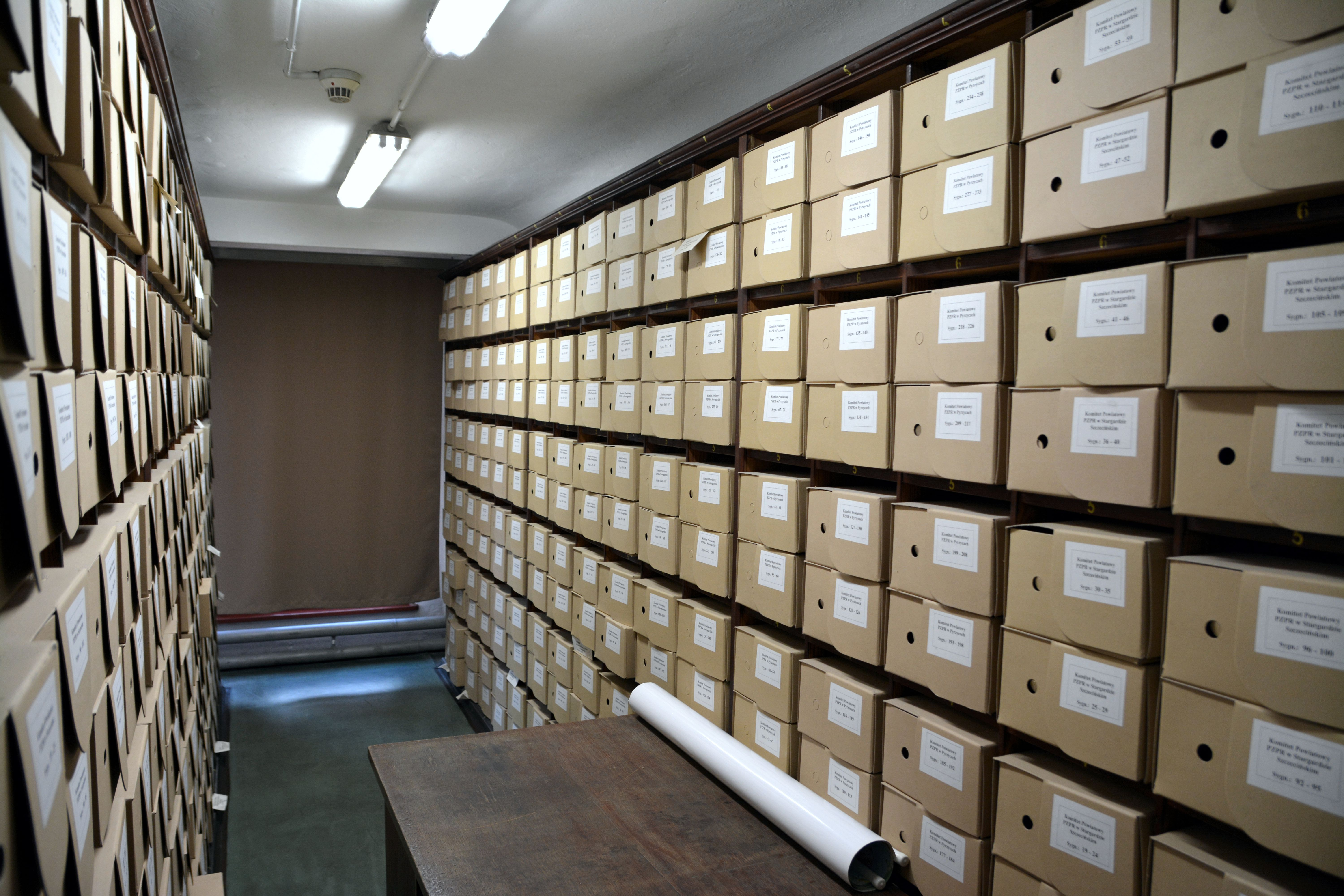
Fragment magazynu Archiwum Państwowego w Szczecinie

Archiwum Państwowe w Szczecinie utworzone zostało 1 sierpnia 1945 r. Archiwum posiada dwa oddziały zamiejscowe w Stargardzie i Międzyzdrojach, ekspozyturę w Strzmielach oraz magazyn w Dobrej. Zasięgiem działania obejmuje teren dawnego województwa szczecińskiego.

## Historia
Początki Archiwum Państwowego w Szczecinie wiążą się z dziejami księstwa pomorskiego, które uformowało się w początkach XII w., a rozpadło w połowie w XVII w. Historyczne archiwum istniało także na Pomorzu w okresie panowania szwedzkiego i brandenburskiego. Stało się profesjonalną placówką w okresie pruskim (początki XVIII w. do 1945 r.), dziedzicząc wcześniejsze zbiory.
Archiwum w Szczecinie formalnie utworzono w 1831 roku, z siedzibą w byłym zamku książęcym (Zamek Książąt Pomorskich). Do zasobu przejęto wówczas akta rejencji, sądów, różnych fundacji i archiwalia kościelne.
W 1900 roku pruskie władze centralne sfinansowały budowę nowego gmachu, w którym do dzisiaj archiwum ma swoją siedzibę. Własna siedziba umożliwiła archiwistom szczecińskim prowadzenie w szerszym zakresie niż dotychczas prac archiwalnych. Zaowocowało to m.in. przejęciem dużej ilości akt historycznych z terenu Pomorza.
Następstwem drugiej wojny światowej było znaczne rozproszenie zasobu. W 1942 roku w obawie przed skutkami nalotów bombowych, rozpoczęto ewakuację archiwaliów do wybranych miejscowości na terenie Pomorza. W konsekwencji z magazynów archiwalnych wywieziono ok. 80% zasobu.
Polska służba archiwalna rozpoczęła oficjalną działalność w Szczecinie 1 sierpnia 1945 roku. Pierwszym polskim kierownikiem został Bolesław Tuhan-Taurogiński, przedwojenny archiwista, opiekun zbioru Radziwiłłów, który podjął trud gromadzenia rozproszonego zasobu. Rozpoczął się proces tworzenia archiwów w oparciu o dawne zbiory szczecińskiego Staatsarchiv.
W końcu 1950 r. w magazynach archiwalnych zgromadzono dokumentację władz i urzędów państwowych, akta miejskie, kościelne, a także różnych instytucji i stowarzyszeń. Część zasobu nie powróciła jednak do magazynów archiwalnych, została zniszczona lub zaginęła w nieznanych okolicznościach (np. Archiwum Miasta Szczecina), niektóre zaś historyczne dokumenty znalazły się w zbiorach Landesarchiv w Greifswaldzie. W 1950 roku archiwum przejęło pierwsze akta polskie.
Dyrektorzy
- 1901-1913 Karl Walter Friedenburg
- 1913-1923 Herman Hoogeweg
- 1923-1930 Karl Otto Grotefend
- 1930-1935  Erich Randt
- 1935-1945 Adolf Diestelkamp
- 1945-1950 Bolesław Tuhan-Taurogiński
- 1950-1951 Tadeusz Kupczyński
- 1951–1955 Irena Okóń
- 1955–1969 Henryk Lesiński
- 1969–1975 Lucyna Turek-Kwiatkowska
- 1975–2007 Kazimierz Kozłowski
- 2007-2017 Jan Macholak
- 2017- nadal Krzysztof Kowalczyk